# Marco Verratti
Marco Verratti (phát âm tiếng Ý: [ˈmarko verˈratti]; sinh ngày 5 tháng 11 năm 1992 tại Pescara, Ý) là một cầu thủ bóng đá chuyên nghiệp người Ý thi đấu cho câu lạc bộ Al-Arabi tại Giải bóng đá vô địch quốc gia Qatar và Đội tuyển bóng đá quốc gia Ý.
Thi đấu sáng tạo, năng nổ và là một mẫu cầu thủ kiến tạo lối chơi đầy kỹ thuật, Verratti bắt đầu sự nghiệp tại câu lạc bộ quê hương Pescara năm 2008, tại đây Verratti sớm được nhìn nhận như một trong những tiền vệ trẻ tiềm năng và xuất sắc nhất châu Âu. Verratti giúp Pescara vô địch Serie B mùa giải 2011-2012, và giành Giải thưởng Bravo năm 2012 . Phong cách thi đấu của Verratti thường được so sánh với Andrea Pirlo nhờ kỹ năng chuyền bóng siêu hạng, nhãn quan chiến thuật và kiểm soát bóng tốt, cũng như việc chuyển vị trí thi đấu từ một trequartista sang regista . Verratti chuyển từ Pescara tới PSG vào tháng 7 năm 2012, tại đây anh dành 4 chức vô địch Ligue 1 liên tiếp cùng hàng loạt danh hiệu quốc nội và cá nhân khác .
Verratti đóng vai trò quan trọng cho ngôi Á quân của đội U-21 Ý tại Giải vô địch bóng đá U-21 châu Âu 2013 và được bầu chọn vào đội hình tiêu biểu của giải đấu. Verratti có trận đấu đầu tiên cho đội tuyển quốc gia năm 2012 và thi đấu tại World Cup 2014 và Euro 2020.

## Khởi nghiệp
Verratti sinh tại Pescara và lớn lên tại L'Aquila, thần tượng thời thơ ấu của anh là Alessandro Del Piero, tiền đạo lừng danh của Juventus. Tài năng của Verratti đã sớm thu hút sự chú ý, anh nhận được lời đề nghị của lò đào tạo trẻ Inter Milan hay Atalanta nhưng từ chối để gia nhập câu lạc bộ quê hương Pescara với giá 5.000€. Sau khi chứng kiến màn trình diễn của Verratti trong màu áo U-16 Pescara trước U-16 A.C. Milan, Milan đã đưa ra lời đề nghị trị giá 300.000€ cho Verratti nhưng anh từ chối để ở lại Pescara.

## Sự nghiệp câu lạc bộ

### Pescara

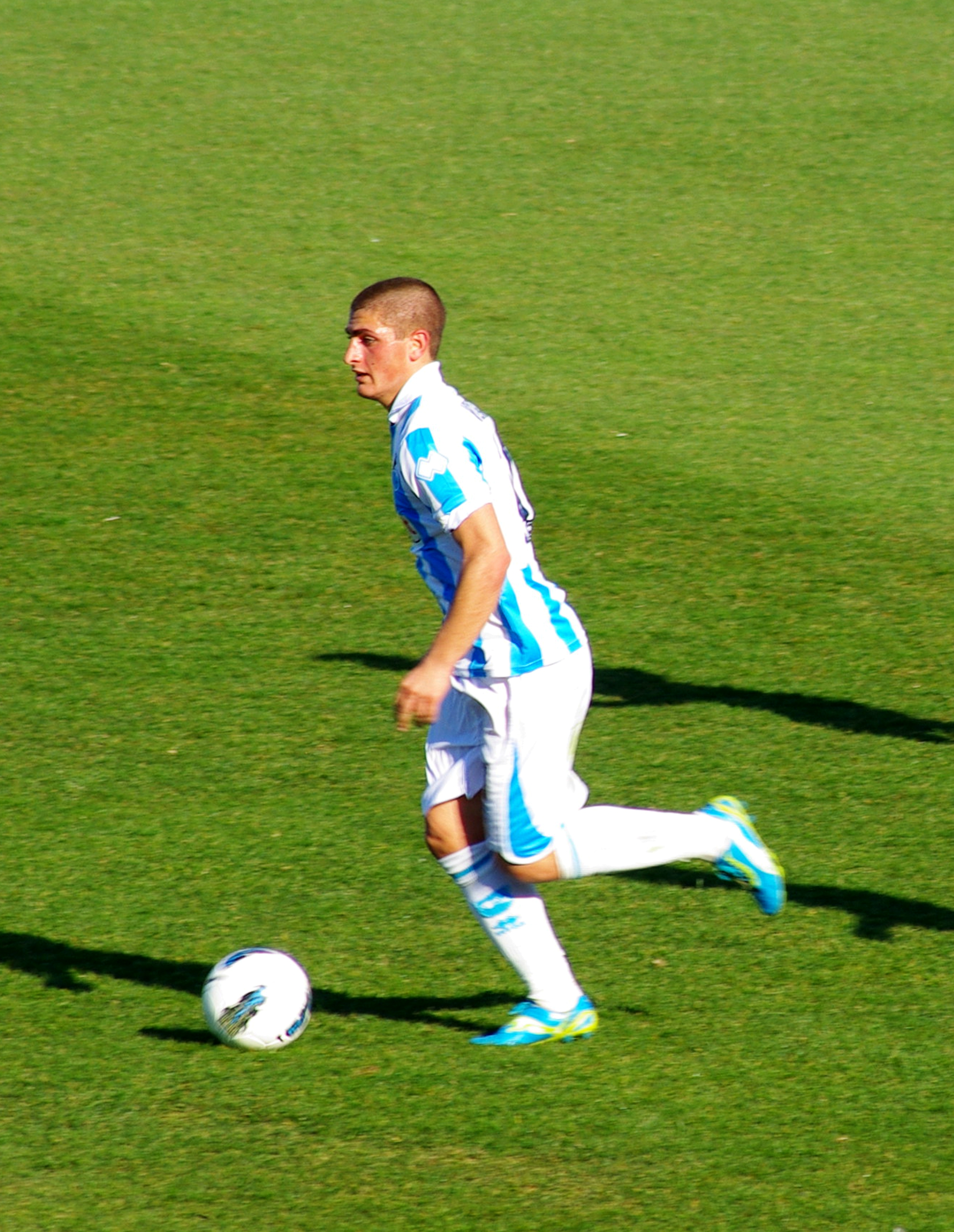
Verratti trong màu áo Pescara năm 2012

Verratti thi đấu trận đầu tiên cho đội một vào mùa giải 2008-2009 ở tuổi 16. Mùa giải tiếp theo, anh bắt đầu ra sân thường xuyên hơn cho Pescara và sau đó trở thành nhân tố chủ chốt trong đội hình. Màn trình diễn của Verratti thuyết phục đến mức truyền thông trong nước bắt đầu gọi anh là tương lai của bóng đá Ý.
Với sự chỉ dẫn của huấn luyện viên Zdeněk Zeman, Verratti thi đấu xuất sắc trong vai trò cầu thủ kiến tạo lùi sâu và giúp Pescara vô địch Serie B mùa giải 2011-12, dù mùa giải trước đó họ chỉ đứng thứ 13. Pescara mùa giải đó được cho là đã "chơi thứ bóng đá hay nhất tại Ý" khi ghi 90 bàn thắng sau 42 trận đấu. Thành tích đưa Pescara thăng hạng giúp Verratti dành giải thưởng Bravo Award năm 2012 dành cho cầu thủ dưới 21 tuổi xuất sắc nhất châu Âu. và trở thành mục tiêu theo đuổi của Napoli, A.S.Roma và Juventus, cũng như Paris Saint-Germain, đội bóng nhà giàu mới nổi đang được huấn luyện bởi Carlo Ancelotti. Trong lễ trao giải thưởng cuối năm 2012 của bóng đá Ý, Verratti được trao giải thưởng cầu thủ xuất sắc nhất Serie B mùa bóng 2011-2012 cùng với hai đồng đội Ciro Immobile và Lorenzo Insigne.

### PSG

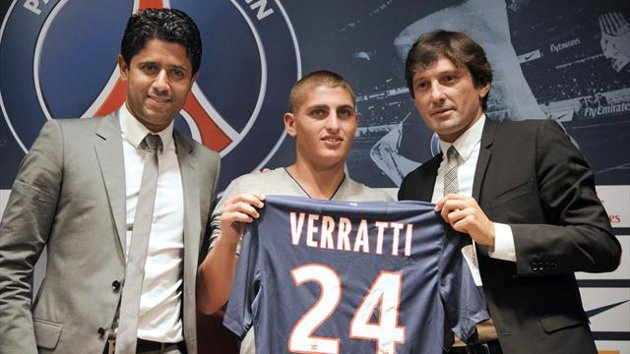
Verrati trong buổi ra mắt tại Paris Saint-Germain

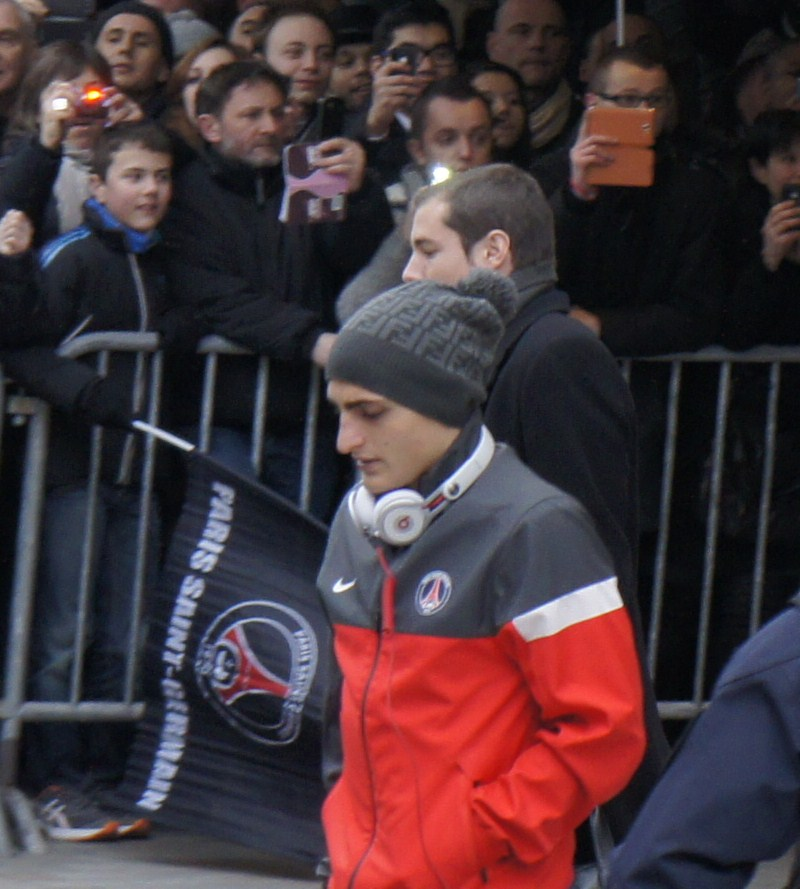
Veratti tại Paris Saint-Germain tháng 3 năm 2013.

Ngày 18 tháng 7 năm 2012, Verratti ký hợp đồng 5 năm với PSG. Sau trận đấu đầu tiên gặp Lille, Verratti có đường kiến tạo cho đồng đội Javier Pastore mở tỉ số trong trận đấu đầu tiên tại sân nhà Công viên các Hoàng tử của PSG, mở đầu cho chiến thắng 2-0 trước Toulouse. Ngày 18 tháng Chín, Verratti có trận đấu đầu tiên tại Champions League, chiến thắng 4-1 trước Dynamo Kyiv. Verratti kết thúc mùa bóng đầu tiên với đội bóng nước Pháp bằng chức vô địch Ligue 1 mùa bóng 2012-2013. Ngày 20 tháng 8 năm 2013, Verratti gia hạn thêm 1 năm hợp đồng với PSG, giữ anh ở lại câu lạc bộ ít nhất tới 2018.
Mùa giải thứ hai của Verratti tại PSG còn thành công hơn mùa giải đầu tiên khi PSG giành cú đúp vô địch quốc gia và cúp quốc gia, còn bản thân Verratti dành danh hiệu Cầu thủ trẻ xuất sắc nhất mùa giải và có tên trong đội hình tiêu biểu của giải đấu.
Ngày 30 tháng 9 năm 2014 Verratti ghi bàn thắng đầu tiên cho PSG với một cú đánh đầu trong trận thắng 3-2 của PSG trước Barcelona tại vòng bảng Champions League. Bàn thắng đầu tiên của Verratti tại Ligue 1 tới vào ngày 18 tháng 1 năm 2015 trong trận thắng 4-2 trước Evian.

## Sự nghiệp quốc tế
Năm 2012, ở tuổi 19, Verratti được huấn luyện viên Cesare Prandelli triệu tập vào danh sách sơ bộ 32 cầu thủ chuẩn bị cho vòng chung kết Euro 2012. Verratti cùng với Angelo Ogbonna là hai cầu thủ duy nhất thi đấu tại Serie B được triệu tập cho đợt tập trung nay. Tuy vậy anh không được lựa chọn vào danh sách chính thức tham dự giải đấu diễn ra tại Ba Lan và Ukraina, giải đấu mà Italia đã dành ngôi Á quân.
Ngày 15 tháng 8 năm 2012, Verratti có trận đấu đầu tiên trong màu áo đội tuyển quốc gia trong trận giao hữu với đội tuyển Anh. Trận đấu chính thức đầu tiên của Verratti là trận hòa 2-2 với Bulgaria tại vòng loại World Cup 2014, khi anh vào sân thay Emanuele Giaccherini. Ngày 6 tháng 2 năm 2013, Verratti có bàn thắng đầu tiên trong màu áo đội tuyển quốc gia, một cú sút vào phút 91 gỡ hòa 1-1 cho Italia trong trận giao hữu với Hà Lan.
Mùa hè 2013, Verratti cùng đội U-21 Ý dành ngôi Á quân tại Giải vô địch U-21 châu Âu, màn trình diễn nổi bật của Verratti giúp anh lọt vào đội hình tiêu biểu của giải đấu .
Giải đấu chính thức đầu tiên của Verratti cùng đội tuyển Ý là World Cup 2014 tại Brasil . Trong trận ra quân gặp đội tuyển Anh, dù mới 21 tuổi, Verratti chiếm một suất đá chính trong hàng tiền vệ 4 người của Azzurri, bên cạnh Andrea Pirlo, Daniele De Rossi và Claudio Marchisio. Verratti tiếp tục góp mặt trong 2 trận đấu tiếp theo tại vòng bảng, dù Ý phải về nước sớm, màn trình diễn tự tin của Verratti đã để lại những ấn tượng nhất định cho giới hâm mộ.
Ngày 6 tháng 5 năm 2016, chấn thương khiến Verratti chính thức lỡ hẹn với vòng chung kết UEFA Euro 2016, anh phải trải qua một ca mổ để điều trị dứt điểm vào ngày 16 tháng Năm và cần 2 tháng để hồi phục .
Năm 2021, anh cùng đội tuyển Ý giành chức vô địch UEFA Euro 2020 lần thứ hai sau khi vượt qua đội tuyển Anh ở trận chung kết.

## Phong cách thi đấu
—Xavi nói về Verratti năm 2015.
Verratti là một tiền vệ kiến thiết lối chơi với phong cách thi đấu nhanh nhẹn, sáng tạo và đậm chất kỹ thuật cùng khả năng rê dắt và kiểm soát bóng siêu hạng. Verratti nổi tiếng với phong cách thi đấu tự tin và khả năng xoay xở, kiểm soát bóng trong không gian chật hẹp, nhờ khả năng giữ thăng bằng rất tốt. Nhãn quan chiến thuật tuyệt vời và khả năng chuyền bóng tuyệt hảo giúp Verratti có khả năng kiến tạo nhiều cơ hội ghi bàn cho đồng đội, cũng như kiểm soát nhịp độ trận đấu thông qua những đường chuyền và ban bật ngắn với độ chính xác cao. Phong cách thi đấu giúp Verratti được ví như Andrea Pirlo mới, đặc biệt sau khi Verratti chuyển từ vị trí trequartista sang regista giống như người đàn anh trong giai đoạn đầu sự nghiệp. Sớm được xem như một trong những tài năng trẻ triển vọng nhất thế hệ của mình, Verratti đã nhanh chóng phát triển và trở thành một trong những tiền vệ trung tâm xuất sắc nhất thế giới. Bên cạnh khả năng chơi bóng, Verratti còn là mẫu cầu thủ cần cù, nhiệt huyết và luôn luôn thi đấu cực kỳ máu lửa với phong cách quyết liệt trong cả tấn công và phòng ngự, bất chấp thực tế anh là một cầu thủ có thể hình thấp bé và nhẹ cân.

## Thống kê sự nghiệp

### Câu lạc bộ
Tính đến 4 tháng 5 năm 2021
| Câu lạc bộ          | Mùa giải       | Giải vô địch quốc gia | Giải vô địch quốc gia | Giải cúp quốc nội | Giải cúp quốc nội | League Cup | League Cup | Cúp châu Âu | Cúp châu Âu | Giải khác | Giải khác | Tổng | Tổng |
| Câu lạc bộ          | Mùa giải       | Trận                  | Bàn                   | Trận              | Bàn               | Trận       | Bàn        | Trận        | Bàn         | Trận      | Bàn       | Trận | Bàn  |
| ------------------- | -------------- | --------------------- | --------------------- | ----------------- | ----------------- | ---------- | ---------- | ----------- | ----------- | --------- | --------- | ---- | ---- |
| Pescara             | 2009–10        | 7                     | 1                     | 0                 | 0                 | –          | –          | –           | –           | –         | –         | 7    | 1    |
| Pescara             | 2010–11        | 28                    | 1                     | 1                 | 0                 | –          | –          | –           | –           | –         | –         | 29   | 1    |
| Pescara             | 2011–12        | 31                    | 0                     | 1                 | 1                 | –          | –          | –           | –           | –         | –         | 32   | 1    |
| Pescara             | Tổng           | 66                    | 2                     | 2                 | 1                 | –          | –          | –           | –           | –         | –         | 68   | 3    |
| Paris Saint-Germain | 2012–13        | 27                    | 0                     | 3                 | 0                 | 0          | 0          | 9           | 0           | –         | –         | 39   | 0    |
| Paris Saint-Germain | 2013–14        | 29                    | 0                     | 1                 | 0                 | 4          | 0          | 8           | 0           | 1         | 0         | 43   | 0    |
| Paris Saint-Germain | 2014–15        | 32                    | 2                     | 6                 | 0                 | 3          | 0          | 7           | 1           | 1         | 0         | 49   | 3    |
| Paris Saint-Germain | 2015–16        | 18                    | 0                     | 1                 | 0                 | 3          | 0          | 5           | 0           | 1         | 0         | 28   | 0    |
| Paris Saint-Germain | 2016–17        | 28                    | 3                     | 2                 | 0                 | 4          | 0          | 7           | 0           | 1         | 0         | 42   | 3    |
| Paris Saint-Germain | 2017–18        | 22                    | 0                     | 3                 | 0                 | 4          | 0          | 8           | 2           | 1         | 0         | 38   | 2    |
| Paris Saint-Germain | 2018–19        | 26                    | 0                     | 3                 | 1                 | 1          | 0          | 7           | 0           | 1         | 0         | 38   | 1    |
| Paris Saint-Germain | 2019–20        | 20                    | 0                     | 3                 | 0                 | 4          | 0          | 9           | 0           | 1         | 0         | 37   | 0    |
| Paris Saint-Germain | 2020–21        | 21                    | 0                     | 2                 | 0                 | —          | —          | 7           | 0           | 1         | 0         | 31   | 0    |
| Paris Saint-Germain | Tổng           | 223                   | 5                     | 25                | 1                 | 23         | 0          | 67          | 3           | 8         | 0         | 346  | 9    |
| Tổng sự nghiệp      | Tổng sự nghiệp | 297                   | 7                     | 27                | 1                 | 23         | 0          | 67          | 3           | 8         | 0         | 422  | 11   |

1. 1 2 3 4 5 6 7 8 9  Tổng số lần ra sân tại UEFA Champions League
2. 1 2 3 4 5 6 7 8  Appearance in Trophée des Champions

### Đội tuyển quốc gia
Tính đến 18 tháng 6 năm 2023
| 2012 | 2  | 0 |
| 2013 | 2  | 1 |
| 2014 | 6  | 0 |
| 2015 | 5  | 0 |
| 2016 | 4  | 0 |
| 2017 | 5  | 0 |
| 2018 | 5  | 0 |
| 2019 | 7  | 2 |
| 2020 | 2  | 0 |
| 2021 | 10 | 0 |
| 2022 | 3  | 0 |
| 2023 | 4  | 0 |
| Tổng | 55 | 3 |

### Bàn thắng cho đội tuyển quốc gia
| #  | Ngày tháng          | Sân vận động                         | Đối thủ              | Tỷ số | Kết quả | Giải đấu            |
| -- | ------------------- | ------------------------------------ | -------------------- | ----- | ------- | ------------------- |
| 1. | 6 tháng 2 năm 2013  | Amsterdam Arena, Amsterdam, Hà Lan   | Hà Lan               | 1–1   | 1–1     | Giao hữu            |
| 2. | 26 tháng 3 năm 2019 | Sân vận động Ennio Tardini, Parma, Ý | Liechtenstein        | 2–0   | 6–0     | Vòng loại Euro 2020 |
| 3. | 11 tháng 6 năm 2019 | Sân vận động Juventus, Turin, Ý      | Bosna và Hercegovina | 2–1   | 2–1     | Vòng loại Euro 2020 |

## Danh hiệu

### Câu lạc bộ

#### Pescara[29]
- Serie B (1): 2011–12

#### Paris Saint-Germain[29]
- Ligue 1 (9): 2012–13, 2013–14, 2014–15, 2015–16, 2017–18, 2018–19, 2019–20, 2021–22, 2022–23
- Coupe de France (6): 2014–15, 2015–16, 2016–17, 2017–18, 2019–20, 2020–21
- Coupe de la Ligue (6): 2013–14, 2014–15, 2015–16, 2016–17, 2017–18, 2019–20
- Trophée des Champions (9): 2013, 2014, 2015, 2016, 2017, 2018, 2019, 2020, 2022

### Quốc tế

#### U-21 Ý
- UEFA European Under-21 Championship: 2013

#### Ý
- UEFA Euro: 2020
- UEFA Nations League: Hạng ba 2020–21, 2022–23

### Cá nhân
- Bravo Award: 2012[31]
- Cầu thủ xuất sắc nhất Serie B: 2012[4]
- Đội hình tiêu biểu Giải vô địch bóng đá U-21 châu Âu: 2013[32]
- Cầu thủ trẻ xuất sắc nhất Ligue 1 (1): 2013–14[33]
- Đội hình tiêu biểu mùa giải Ligue 1 (4): 2012–13,[34] 2013–14,[35] 2014–15,[36] 2015–16[37]
- Cầu thủ xuất sắc nhất tháng Ligue 1: September 2013,[38] September 2014[39]
- Cầu thủ nước ngoài xuất sắc nhất Ligue 1 (1): 2014–15[40]
- Pallone Azzurro: 2015[41]